# KUI 107
KUI 107 — тройная звезда в созвездии Водолея на расстоянии приблизительно 140 световых лет (около 43 парсеков) от Солнца.
Видимая звёздная величина пары первого и второго компонентов — от +9,9m до +9,78m.

## Характеристики
Первый компонент (HZ Водолея A (лат. HZ Aquarii A)) — оранжевый карлик, эруптивная переменная звезда типа RS Гончих Псов (RS) спектрального класса K3Ve. Эффективная температура — около 4778 К.
Второй компонент (HZ Водолея B (лат. HZ Aquarii B)) — оранжевый карлик спектрального класса K7Ve.
Третий компонент (LAWD 87) — белый карлик спектрального класса DB3,5. Видимая звёздная величина звезды  — +14,674m. Эффективная температура — около 8656 К. Удалён на 134 угловых секунды.